# アントニオ・ノタリート
アントニオ・ノタリート・カロ（Antonio Notario Caro、1972年11月19日 - ）は、スペイン・カタルーニャ州マタロー出身の元サッカー選手。現役時代のポジションはGK。

## クラブ経歴
グラナダCFのカンテラ出身であり、1990-91シーズンに当時セグンダ・ディビシオンBに所属していたトップチームでプロ初出場を果たした。また、このシーズン中には1試合だけU-19スペイン代表での初キャップを刻んだ。プロ2シーズン目からレギュラーに定着し、1993年にバレンシアCFへと移籍したが、Bチームでの出場機会しかなかった。
バレンシアを退団後は、セグンダBのクラブを転々とするシーズンが続き、2000年夏にセビージャFCへと加入した。加入1シーズン目にリーグ戦29試合に出場してクラブのラ・リーガ昇格に貢献すると、キャリア初のトップリーグの舞台にもかかわらず、そのまま正GKの座を掴んだ。しかし、3シーズン目以降はエステバンやアンドレス・パロップにポジションを奪われ、出場機会が減少した。
2008年7月15日、セルタ・デ・ビーゴに加入した。セルタでは、リーグ戦30試合に出場したが、2009年8月5日、シーズン終了後にエウセビオ監督の構想から外れ、1シーズンでの契約解除となった。

## タイトル

### クラブ
グラナダCF
- セグンダ・ディビシオンB : 1回 (1999-00)

セビージャFC
- セグンダ・ディビシオン : 1回 (2000-01)
- UEFAカップ : 1回 (2005-06)